# House of Manson
House of Manson, conosciuto anche con il titolo Manson, è un film del 2014 scritto e diretto da Brandon Slagle. È stato presentato in prima mondiale il 18 ottobre 2014 al Twin Cities Film Festival.
Il film racconta la storia di Charles Manson, fino agli omicidi Tate-LaBianca dell'agosto 1969 e ai successivi processo e condanna.

## Accoglienza
Dread Central recensì favorevolmente House of Manson, scrivendo che è un film "accurato, violento, scioccante, e triste". Slagle concluse dicendo che l'opera "dovrebbe essere applaudita per aver affrontato un argomento che è stato sfruttato a morte, dandogli una prospettiva totalmente nuova dal punto di vista del pubblico". Anche Shock Till You Drop diede parere favorevole alla pellicola, citando l'ottima recitazione e lodando il film per essere "uno dei pochi veri biopic indie che non sembrano semplicemente una scusa per fare soldi, puntando sul sensazionalismo e la morbosità della vicenda Manson". La rivista Starburst fu invece più cauta, scrivendo che il film "non offrirà nuove intuizioni o conclusioni ma è una semplice disgressione su un personaggio la cui infamia non mostra alcun segno di cedimento con il trascorrere del tempo. Il film di Slagle è comunque interessante, costruito su eccellenti performance attoriali, e uno stile da documentario che tiene desta l'attenzione dello spettatore".